# Leo Držić
Leo Držić (Zagreb,1910. – Zagreb, 1986.) je bio hrvatski prevoditelj. Prevodio je s engleskog, njemačkog i bugarskog jezika. Bio je predsjednik Društva hrvatskih književnih prevoditelja.

## Prijevodi
Edgar Allan Poe, Doživljaji Arthura Gordona Pyma, 1955.
Dimitar Dimov, Duhan, 1965.
Thomas Mann, Smrt u Veneciji, 1979.
Siegfried Lenz, Sat njemačkog, 1979.
James Joyce, Portret umjetnika u mladosti, 1981.